# Porto di Gwadar
Il Porto di Gwadar CPEC (in urdu  گوادر بندرگاہ‎?; IPA: gʷɑːd̪əɾ bənd̪əɾgɑː) o Autorità portuale di Gwadar (in urdu  مقتدرہ گوادر بندرگاہ‎?) è un porto pachistano del Mar Arabico della città di Gwadar in Belucistan e sotto il controllo amministrativo del Segretariato marittimo del Pakistan e sotto il controllo operativo della società China Overseas Port Holding Company..
Il porto ha un posto di rilievo nel piano di Corridoio economico Cina Pakistan (CPEC), ed è considerato un collegamento con i progetti della Nuova via della seta e della  Via della seta marittima Si trova a 120 km a sud-ovest di Turbat, e a 170 km a est del Porto di Chabahar (Provincia di Sistan e Baluchistan in Iran)..
Il porto di Gwadar è divenuto formalmente operativo il 14 Novembre 2016, quando fu inaugurato dal primo ministro pachistano Muhammad Nawaz Sharif; il primo convoglio è stato salutato dal Capo di Stato Maggiore dell'Esercito, il Generale Raheel Sharif.. Il 14 gennaio 2020, il Pakistan ha reso operativo il porto per il transito commerciale afghano. Il 31 maggio 2021 il porto è diventato completamente operativo, unitamente alla disponibilità della prenotazione via internet per la consegna della merce..